# Macabi Hatzair México
Macabi Hatzair México o Macabi (Por ello, sus siglas representativas MHM) (en hebreo:  מכבי הצעיר מקסיקו) es un Movimiento Juvenil deportivo (tnuat noar), judío y sociocultural de educación no formal y apartidario que opera en el marco institucional del Centro Deportivo Israelita de la Ciudad de México, siendo parte fundamental de esta institución; así mismo, es parte del brazo educativo de la Unión Mundial Macabi (Macabi Olamí/מכבי עולמי). Pertenece a MT CLAM (Confederación Latino Americana Macabi) y así mismo a Moetzet Hatnuot México. La mayoría de los janijim que asisten a una tnuá en México son parte de Macabi HaTzair México. A aquellos que asisten a Macabi se les denomina Macabeos.

## Estructura
El movimiento se divide en shjavot (grupos de kvutzot) y a la vez en kvutzot (grupo de niños de la misma edad y sexo). Las kvutzot en Macabi Hatzair México están divididas por grado escolar que cursa el janij por facilidad logística. La división de kvutzot permanece estática hasta la última etapa de janij dónde comienza la unión de kvutzot de diferente sexo, misma que culmina en el seminario de madrijim dónde la combinación de kvutzot es absoluta.

## Sistema educativo
Macabi Hatzair México, además de ser un movimiento juvenil es un sistema educativo para los janijim y un estilo de vida para los bogrim. Como tal, se busca educar a sus integrantes (o proveer educación en el caso de los bogrim) con ciertos valores y contenidos para que puedan ser líderes, personas íntegras, críticas, cultas y fuertes en su identidad judía. Para lograr los objetivos anteriores, se cree firmemente que el tzevet de bogrim necesita una planeación estructurada, clara y flexible pero siempre bien enfocada y evolutiva, que permita el mejor proceso educativo. No se puede precisar una fecha de fundación del movimiento ya que existen varios documentos, principalmente hemerográficos, que hablan de distintas fechas, sin embargo, formalmente el movimiento fue fundado en 1963.
Macabi Hatzair México considera al deporte y el juego no solo como un medio de recreación o de fortalecimiento de músculos, sino también, como una excelente herramienta educativa. Se considera a los elementos anteriores un vehículo de aprendizaje que da excelentes resultados. Macabi Hatzair México cree que los valores básicos humanos tales como la honestidad, rectitud, iniciativa, sociabilidad, aptitud de tomar determinaciones, creatividad, amistad, la capacidad de asombro, respeto, disciplina, compasión, empatía, entre otros como sionismo y judaísmo, pueden adquirirse a través de los métodos recreativos y deportivos que se imparten en el movimiento.
Sin duda alguna, se reconoce a Macabi Hatzair México por su peculiar empeño puesto en la recreación y el deporte, pero también se reconoce la preocupación constante del movimiento por brindar una educación integral a sus janijim y bogrim para generar personas de bien, miembros activos de la sociedad y ante todo, activistas agentes del cambio en la sociedad mexicana, su comunidad judía, y en todo el mundo.

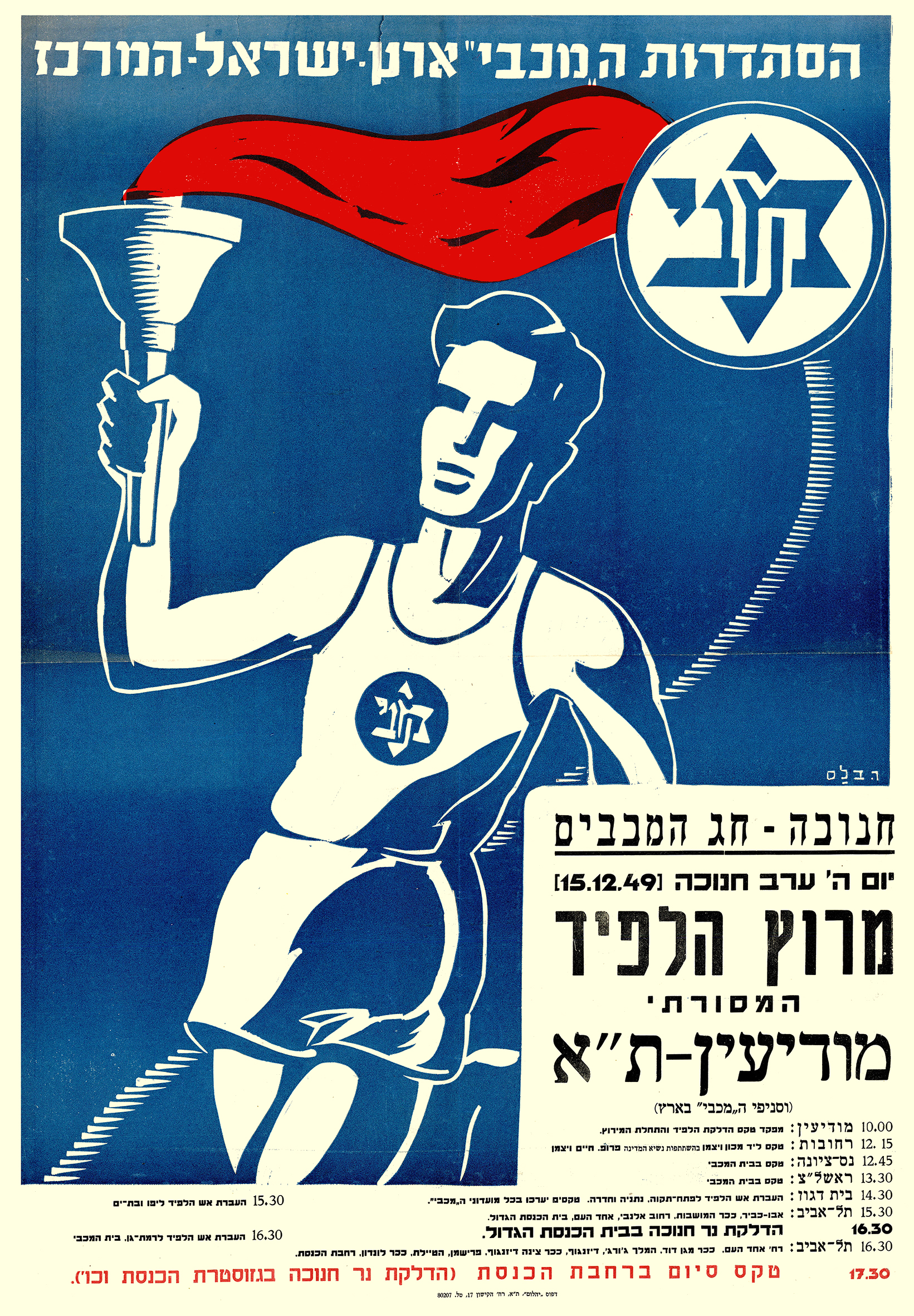
Cartel de Maccabi Hatzair.

## Valores
Los principales valores que caracterizan al movimiento son el sionismo, el liderazgo, la buena ciudadanía, la amistad entre los miembros, la persistencia y el apoyo a la comunidad, así como la autorrealización.
Como parte de su misión para desarrollar las relaciones con las comunidades judías en el extranjero, las delegaciones locales, viajan a otros países, con una antorcha simbólica, difundiendo los valores y principios del movimiento macabeo.
El movimiento Mundial Macabi promueve la actividad física y el deporte entre el pueblo judío. El movimiento juvenil Macabi HaTzair fue creado para centrarse en la educación física de los jóvenes.

## Actividades
El movimiento Macabeo lleva a cabo una labor educativa para ayudar a los jóvenes de todo el país a tener mejores modales y valores, contribuyendo así a la comunidad, llevando a cabo tareas de voluntariado, en una amplia gama de servicios comunitarios.
El movimiento macabeo también organiza excursiones para sus miembros más jóvenes, para dotar a las nuevas generaciones de una conexión con su tierra. Los paseos a pie, incluyen un entrenamiento de las habilidades de exploración, como parte de su aprendizaje dentro del movimiento.
Durante las actividades anuales, los miembros de Macabi HaTzair participan en reuniones semanales, en las sucursales locales, que se encuentran repartidas por todo el país. El movimiento macabeo creó un evento llamado: la senda de la antorcha, este acontecimiento, está presente en todos los eventos organizados por Macabi. Desde su inicio en 1944, se ha venido celebrando desde entonces.
Un acontecimiento tiene lugar durante la fiesta de las luces o Janucá. Los miembros del movimiento macabeo participan en un evento que consiste en correr con una antorcha a través de pueblos y asentamientos por todo el país y en participar en diversas actividades educativas.

## Símbolos
Su uniforme incluye camisas y pantalones de colores, lo que significa igualdad y simplicidad, así como diversidad. Un lazo plegado azul con tres rayas blancas representa la Bandera de Israel. También simboliza el compromiso con los valores del sionismo.
La insignia del movimiento está formada por dos letras del alfabeto hebreo. Las dos letras están dispuestas formando una Estrella de David. Este símbolo, crea un vínculo entre el movimiento macabeo y la persona que lo lleva.

## Historia
Macabi HaTzair (en hebreo: מכבי הצעיר) es un movimiento juvenil sionista que fue fundado en Alemania, en 1926. Este grupo forma parte de la Unión Mundial Macabi. En 1936 celebró su primera convención en la ciudad de Tel Aviv. Actualmente el movimiento tiene unos 3.000 miembros.
Durante varios años, hasta el establecimiento oficial del Estado de Israel, su actividad principal fue reclutar a jóvenes judíos como parte del esfuerzo por establecer un sistema deportivo, en el nuevo país emergente.
En aquellos años, el movimiento juvenil desempeñó un papel destacado, y ayudó a los jóvenes judíos para que pudieran hacer Aliya, es decir, emigrar a Israel desde otro país. Los miembros del movimiento fundaron varios asentamientos y participaron en la defensa de varios municipios judíos.
Actualmente, la tnuá tiene 21 sucursales que se encuentran repartidas por el Estado de Israel. En la actualidad, se está implementando el principio de consejería por parte de los miembros mayores hacia los más jóvenes.

## Visión del Movimiento
Ser la institución educativa más importante e influyente de la comunidad judía mexicana.

## Misión del Movimiento
Promover el desarrollo integral de niños y jóvenes judeomexicanos dentro del marco del C.D.I. con identidad y valores Macabeos, judíos y sionistas.

## Credo del Movimiento
El credo del movimiento, presentado a continuación, habla principalmente de las tareas con las que el movimiento está comprometido ante la comunidad. A continuación es expuesto:
Nuestra primera responsabilidad es ante los bogrim, janijim y sus familias y a todos los demás que se ven influenciados por nuestro trabajo.
Debemos esforzarnos constantemente por mantener un alto nivel educativo, con objeto de mantener a niños y jóvenes con responsabilidad comunitaria y social, luchando contra la indiferencia.
Las necesidades de nuestros niños y jóvenes deben ser atendidas con agilidad y exactitud.
Somos responsables por nuestros bogrim, todos ellos deben ser considerados en lo personal, debemos respetar su dignidad y reconocer sus méritos.
Las condiciones de trabajo deben de basarse en un ambiente de respeto mutuo y armonía.
Debemos tener presente como apoyar a nuestros bogrim para que cumplan con sus responsabilidades comunitarias.
Los bogrim deben sentir que tienen la libertad de hacer sugerencias y dar a conocer sus inquietudes.
Debe de haber igualdad de oportunidades para el desarrollo, adecuándose a las habilidades particulares de cada uno.
Debemos ofrecer una administración competente basada en ética y moral. Somos responsables de nuestro trabajo ante la comunidad en la que vivimos y la comunidad judía mundial. Buscamos la continuidad del pueblo judío evitando la asimilación.
Debemos ser buenos ciudadanos, ayudar a las causas justas y a obras de caridad.
Creemos en Israel como centro judío y le brindaremos nuestro apoyo incondicional.
Por último, tenemos una responsabilidad ante el C.D.I., nuestro trabajo debe rendir los resultados esperados. Debemos experimentar ideas nuevas, actualizarnos constantemente y pagar por los errores.
Debemos mantener en buen orden las propiedades que tenemos el privilegio de usar.
Cuando trabajemos sujeto a estos principios todos los involucrados se verán favorecidos por nuestros resultados.

## Programa Educativo
El principal objetivo del programa educativo (tojnit jinuj) es establecer una línea educativa en la tnuá, dejando claro ciertos conocimientos que todo janij debe aprender en su trayecto por Macabi Hatzair México, cuidando siempre valores judeo-mexicanos, macabeos y sionistas. También, como función primaria el tojnit jinuj tiene la meta de establecer un parámetro que marque una clara línea entre la recreación y la educación no formal para así lograr que los madrijim transmitan el mejor contenido a los janijim que integran sus respectivas kvutzot. 
Macabi Hatzair México cree firmemente que el tojnit permite incrementar el nivel de calidad de las peulot. Con un seguimiento constante y la atenta supervisión de la hanagá, el madrij podrá, con el paso del tiempo, perfeccionar sus peulot y profundizar en distintas áreas del conocimiento que él, y en consecuencia la tnuá, deseen transmitir a los janijim.

El tojnit jinuj por lo general tiene cinco principales rubros. Cada rosh jinuj dentro de la tnuá puede elegir cómo lograr profundizar cada uno de estos rubros, que vienen siendo "México", "Israel", "Comunidad Judía Mexicana y Judaísmo", "Sionismo" y "Macabi/Macabiut". Casi siempre bajo estos rubros se seleccionan varios temas que pueden ser convenientes para desarrollar estos campos de educación, fomentando siempre las inteligencias múltiples en todos los niveles. Siempre se les da a los madrijim una introducción a cada uno de los temas específicos de los rubros del tojnit jinuj para garantizar que ellos estén capacitados para lograr transmitir a sus janijim información correcta, imparcial y asertiva de los temas a tratar, pues la tnuá cree firmemente que es importante impartir visiones distintas de los diferentes temas para que cada janij pueda, en última instancia, formar un criterio propio. Cabe mencionar que los madrijim tienen siempre prohibido expresar su visión personal en cualquier asunto a tratarse en las peulot, es imperativo que siempre se hable de manera imparcial y ecuánime para no influenciar de ninguna manera la manera de pensar de cada janij.
Cada sábado, por lo menos una de las dos peulot a realizarse esta estrictamente ligada al tojnit jinuj. En las juntas de madirjim, que se llevan a cabo antes de cada sábado (para la planeación de este), los roshim de cada una de las shjavot deben tocar el tema del tojnit que se dará esa semana para de acercar más a los madrijim al tema. Casi siempre, estos temas son abiertos a discusión y se escuchan diferentes opiniones al respecto (entre madrijim), esto con el fin de hacer un análisis del tema y lograr transmitir de manera óptima a los janijim.
La vigencia del tojnit jinuj no debe rebasar un semestre, debe estar en constante cambio y minuciosa revisión, poniendo atención a las necesidades de la tnuá, al buen funcionamiento de este y a la reparación de errores en las versiones previas del tojnit jinuj. El principal boger que se responsabiliza de esto debe ser quien desempeñe el cargo de rosh jinuj.
El madrij deberá ser el que más uso le dará al tojnit jinuj, es una herramienta que le sirve para cada una de sus peulot, no solo para las incluidas en este y que debe realizar de manera obligatoria sino para tener un enfoque educativo en todo momento dentro y fuera del marco de las peulot. Es responsabilidad de cada uno de los bogrim conocer los temas del tojnit y estar familiarizados de manera profunda con estos así como es responsabilidad de la hanagá corroborar que lo anterior suceda. 
La educación del janij en Macabi Hatzair México está dividida en cuatro etapas principales de aprendizaje, cada etapa define el modo en el que se deben impartir las peulot, estas etapas son:

1. Etapa de introducción (Shijva Jonathan)
2. Etapa de desarrollo (Shijva Yehuda)
3. Etapa de profundización (Shijva Shimón)
4. Etapa de consolidación (Seminario de Madrijim)

## Lemas
La tnuá tiene dos lemas que son: mente sana, cuerpo sano y listo, siempre listo.

## Leyes Macabeas
Las Leyes Macabeas son aquellas a las que se aspira que toda persona pueda llegar a seguir. Tienen más un sentido idealista. Son un ejemplo a seguir para todo macabeo y adicionalmente son interpretadas de distintas maneras por los bogrim de la tnuá buscando poder aplicarlas a todos los aspectos de su vida diaria.
Todas ellas llevan el prefijo: "El joven macabeo..."

• Es veraz y su palabra fiel.

• Es fiel a su pueblo, patria y lengua.

• Es útil a la sociedad y ayuda al prójimo.

• Es hermano de todo macabeo y amigo de toda persona.

• Es amable y educado.

• Aprecia lo vivo, lo que crece, y lo defiende.

• Posee orden, disciplina y puntualidad.

• Es ahorrativo más no avaro.

• Es alegre, valiente y no decae en su espíritu.

• Aspira a renovar y crear, ama el trabajo y aprecia el
fruto del esfuerzo ajeno.

## Orígenes del movimiento Macabeo (Unión Mundial Macabi)
El movimiento Macabeo tuvo su origen en Europa Oriental a fines del siglo XIX. No se puede precisar un país de origen, ya que comenzó simultáneamente en varios países. Al principio, surgió formando gimnasios judíos aislados, pero después tomó un enfoque más global y no únicamente deportivo. Los objetivos del movimiento macabeo son desde entonces: crear judíos orgullosos de serlo y, con el deporte como medio, luchar contra la asimilación. La principal característica del movimiento es que está enfocado para todos los judíos de cualquier parte del mundo y de cualquier ideología política. Es importante subrayar que si bien estos no son únicamente los objetivos de Macabi Tzair, lo son de la Unión Mundial Macabi, motivo por el cual son adoptados por la tnuá también.
El nombre Macabi se eligió pensando en el estilo de vida de los Macabeos. Buscando una completa concepción del mundo: una nueva forma de vida nacional, gloriosa e importante; una vida con limitaciones personales de opinión y voluntad, para el descubrimiento de la fuerza del cuerpo y del alma, con miras a la integridad de la creación y la amplitud de la vida.

## Cronología
A finales del siglo XIX el Dr. Max Nordau impulsó la idea del “Judaísmo Muscular”, el deporte como agente educativo; estableciendo asociaciones gimnásticas en toda Europa.

1895 – Establecimiento del primer club Macabi en Istambul Turquía.

1903 – Se unen diferentes sociedades deportivas para crear la Organización Judía Gimnasta.

1921 – La Organización Judía Gimnasta cambia su nombre a Unión Mundial Macabi.

1929 – El movimiento Macabi decide fundar un movimiento juvenil llamado Macabi Hatzair durante un congreso Macabeo en Checoslovaquia.

1933 – Se decide establecer “Macabi Tzair” en Israel. Con el trascurso de los años “Macabi Tzair” se convirtió en el semillero educativo del Movimiento Macabi, preparando una generación de futuros dirigentes del mismo.

1950 - Fundación del C.D.I en México

1962 – Incorporación del C.D.I a Unión Macabi Mundial.

1963 – Creación de Macabi Hatzair México

## Unión Mundial Macabi
El nombre de la Unión Mundial Macabi, representa a la institución deportiva con su misión de renovar la fuerza física del pueblo judío como base en su fortaleza espiritual y con su apoyo fiel lograr con conciencia nacional y sentido de unión de todo el pueblo judío, estén donde estén.
La Unión Mundial Macabi fue la primera institución, que estimuló el despertar del interés hacia la cultura física en la que se vio un instrumento adecuado para recrear la personalidad del judío que retornaba a Israel por medio del deporte. De aquí que nace la actividad deportiva central de la Unión Mundial Macabi: “Las Macabiadas o Juegos Macabeos”, con sede permanente en Israel, misma actividad que aumenta su número de participantes con el correr de los años. Por lo mismo surge la necesidad de la existencia de un lugar apropiado para el entrenamiento y preparación física y es cuando nace en 1953 lo que ahora es “Kfar Namacabia” ubicada cerca del parque nacional y del estadio municipal de Ramat Gan contando con más de 80 mil metros cuadrados de edificios e instalaciones deportivas. El escudo que presenta a la Unión Mundial Macabi son cuatro letras en hebreo (mem, jaf, beit y yud) formando la palabra “Macabi”, en forma de un Maguén David.
El movimiento macabeo es un movimiento sionista al haber aceptado los cinco puntos del “Programa de Jerusalem”, adoptados en el 28.º Congreso Sionista celebrado en Jerusalén en 1968 como metas del sionismo. 

Esos puntos son:

1.- La unidad del pueblo judío y la centralidad de Israel en la vida judía.

2.- La concentración del pueblo judío en su patria histórica, Eretz Israel, por medio de la aliá de todos los países.

3.- El fortalecimiento del Estado de Israel, que está basado en la visión profética de justicia y paz.

4.- La preservación de identidad del pueblo judío, fomentando la educación judía y hebrea, así como los valores culturales y espirituales judíos.

5.- La protección de los derechos humanos por doquier.

## Macabi Hatzair (Macabi Tzair)
Es el brazo educativo de la Unión Mundial Macabi. Es un Movimiento judío, juvenil, sionista, educativo, deportivo, sociocultural, scoutico y apartidario, con ciertos objetivos y valores basados en su ideología macabea. Este Movimiento forma parte íntegra de la Unión Mundial Macabi y se identifica por el escudo presentado que son las letras “mem” (מ) y “tzadik” (צ) entrelazadas formando un Maguén David.
El Movimiento macabeo considera al deporte no solo como un medio de recreación o de fortalecimiento de músculos sino también, como una excelente herramienta educativa. Macabi Hatzair cree que los valores básicos humanos tales como honestidad, rectitud, iniciativa, sociabilidad, aptitud de tomar determinaciones, entre otros, se pueden adquirir también por medio del deporte. Sin duda alguna se reconoce a Macabi Hatzair por su peculiar empeño puesto en el deporte, pero también preocupado constantemente por brindar una educación integral formando personas de bien.

## Historia de Janucá
En el año 331 a. C., la tierra de Judea cayó bajo dominio del imperio de Alejandro Magno. El gobernante que mandaba en la región era Antíoco Epífanes, quien los oprimía cruelmente. Este monarca publicó un decreto en el que prohibía que los judíos practicaran su religión so pena de muerte.
Hubo algunos judíos que tenían miedo y por esto huyeron, otros se sometieron a la exigencia de los helénicos, pero hubo quienes se rebelaron.
En el pueblo de Modiin, a las afueras de Jerusalén, Matitiahu HaCohen junto con sus cinco hijos de la familia de los Hashmonaim iniciaron la lucha armada en contra del ejército helénico. Al cabo de un año, Matitiahu muere y su hijo Yehuda queda al mando de la rebelión. Después de dos años, la lucha de los ahora apodados Macabeos, logró la independencia del territorio judío.
La lucha de los Macabeos fue la primera vez en la historia de los judíos que se llevó a cabo una lucha con ideales de libertad nacional además de religiosa.
Es durante esta guerra que nacen los dos gritos de Macabi: “Jazak Ve’Ematz” y “Mi Camoja Baelim Adonai.” Que significan “fuerte y valiente” y “quien como tú entre todos los dioses,” respectivamente.

## Los Cinco Hermanos Macabeos
Yojanan

Shimón

Yehuda

Eleazar

Jonathan

## Tres significados de Macabi

### Makebet
Nuestra unión con la tierra de Israel y en la que trabajemos. Martillo en hebreo. Apodo de Yehudá en la rebelión.

### Matitiahu Cohen Ben Yojanan
Nuestra unión con el pueblo judío. Nombre completo de Matitiahu, padre de los macabeos e iniciador de la
rebelión de Modiín. Las iniciales en hebreo forman el nombre Macabi.

### Mi Camoja Baelim Ad-nai
Nuestra unión con El eterno. Quién como tú entre todos los dioses. Grito con el cual Matitiahu y sus hijos comenzaron la rebelión.
```
Las iniciales de cada palabra en hebreo forman el nombre Macabi
```

## El saludo
El saludo se hace con los tres dedos del centro de la mano derecha extendidos y el dedo pulgar sobre el dedo meñique.
El janij hace su saludo con la mano pegada al pecho a la altura del corazón. El madrij hace su saludo con la mano levantada, a la altura del corazón y con su codo formando un ángulo recto.
Los tres dedos d en medio significan Dios, Pueblo y Tierra, mientras que los otros dos significan que el fuerte protege al débil.
El saludo se hace al cantar el himno o para saludar a la bandera de Macabi. Únicamente puede hacer el saludo quien tenga promesa de Macabi.

## La Aniva
La anivá representa la unión de todos los macabeos del mundo. Es de color blanco y azul, que representa la bandera de Israel. Sus cinco dobleces representan a los cinco hermanos macabeos y el pico de atrás representa a Matitiahu. Conforme al avance del javer en la tnua se hace más grande esta (siendo la de los niños de Jonathan la más pequeña y la de los bogrim más grande).
Posterior a la lectura del libro de oro, con la despedida de un macabeo, se le entrega una anivá con los colores invertidos (popularmente conocida cómo anivá blanca). El color blanco de ésta anivá simboliza sabiduría.

### Promesa
La promesa se recita al pasar el examen de anivá antes de recibirla; mientras se recita la promesa los presentes en el mifkad saludan. Generalmente, esta ceremonia solamente se hace en un mifkadesh. El janij o madrij que recibe la anivá debe repetir después del Rosh Macabi:

“Por mi honor prometo, hacer todo lo que esté dentro de mis posibilidades para cumplir con mi deber, con mi pueblo y mi país, ayudar al prójimo en todo momento, ser leal al C.D.I y cumplir fielmente las Leyes de Macabi Hatzair."

Al finalizar la recitación de la promesa el Rosh Macabi grita las palabras: ¡MACABIM JAZAK! a lo que la hanagá, los madrijim y los janijim responden: ¡JAZAK VE ́E MATZ!. Posteriormente el Rosh Macabi vuelve a gritar: MI CAMOJA a lo que la congregación responde: ¡BAELIM AD-NAI! El Rosh Macabi después grita "¡BAELIM AD-NAI!" y la congregación responde ¡MI CAMOJA! Posteriormente, se manda al mifkad a posición de firmes.

Después de la lectura del libro de oro (libro que lee un Macabeo al despedirse de la tnua), al entregar la anivá blanca a quien se despide de Macabi se recita lo siguiente mientras se saluda:

“Por mi honor prometo, seguir haciendo todo lo que esté dentro de mis posibilidades para cumplir con mi deber, con mi pueblo y mi país, seguir ayudando al prójimo en todo momento, seguir siendo leal al C.D.I y seguir cumpliendo fielmente las Leyes de Macabi Hatzair."

Al finalizar la recitación de la promesa el Rosh Macabi grita las palabras: ¡MACABIM JAZAK! a lo que la hanagá, los madrijim y los janijim responden: ¡JAZAK VE ́E MATZ!. Posteriormente el Rosh Macabi vuelve a gritar: MI CAMOJA a lo que la congregación responde: ¡BAELIM AD-NAI! El Rosh Macabi después grita "¡BAELIM AD-NAI!" y la congregación responde ¡MI CAMOJA! Posteriormente, se manda al mifkad a posición de firmes.

## El Tilboshet (Uniforme)
El Tilboshet es de color khaki, en honor al ejército del estado de Israel. Debe ser usado en todos los mifkadim, así como en todas actividades que el madrij así lo considere.

### Escudos
Se le denomina en la terminología de la tnuá escudos a los estampados que se cosen al tilboshet. Cada uno de los escudos tiene un significado en especial.

### Distribución de los escudos en el Tilboshet
Bolsa izquierda:

Lado derecho: Escudo de promesa.

Lado izquierdo: Escudo de Macabi Hatzair.

Manga izquierda: 

Superior: Escudo Macabi México. 

Inferior: Escudo de Kvutzá.

Bolsa derecha: Escudo de Shijva.

Manga derecha: 

Superior: Escudo C.D.I.

Inferior: Escudos Scoutismo.

#### Escudo de Macabi Hatzair México
́Éste escudo representa a Macabi Hatzair, México. Tiene, los colores de la bandera Mexicana, y el escudo de Macabi Mundial. A los costados tiene hojas de olivo que representan el escudo de Israel, así como nuestro constante contacto con la naturaleza.
Lo recibe todo miembro de Macabi que tenga su uniforme.

#### Escudo de Macabi Hatzair
Éste escudo representa a todo Macabi Hatzair en el mundo. Lo recibe todo miembro de Macabi que tenga su uniforme.

#### Escudo de Promesa
́Éste escudo representa la promesa de Macabi. La recibe quien pasa promesa al hacerse acreedor a su anivá después de pasar el examen pertiente.

#### Escudo del CDI
́Éste escudo representa al C.D.I. que es nuestra casa y pertenece a la Unión Mundial Macabi. Macabi Hatzair es parte integra del C.D.I. Éste escudo lo recibe todo miembro que tenga su uniforme.

#### Escudo de la Antorcha de Modiín
Éste escudo representa la rebelión de los Macabeos. La reciben solo quienes conforman la Roshiut de Macabi Hatzair.

#### Escudo Ecológico
Éste escudo lo reciben la gente que tiene el valor de cuidar la naturaleza y solo los miembros de la Shijva Jonathan.

#### Escudo del Madrij
Éste escudo lo porta todo aquel que sea digno madrij de Macabi Hatzair México.

## Banderas

### Bandera de Macabi Hatzair México
La bandera de Macabi representa a todo el movimiento, en el centro tiene la antorcha de Modiín que representa la rebelión de los Macabeos. La bandera de Macabi se coloca en el asta al principio de cada mifkad general matutino para iniciar el día.

### Bandera de Shijva
La bandera de Shijvá tiene en una tercera parte la antorcha de Modiín, sobre un fondo blanco, representando la pertenencia de la Shijvá a Macabi Hatzair. Adicionalmente, todas las banderas tienen una rosa que se ausenta en la bandera de Jonathan pero se hace más grande en cada una de las shjavot en orden progresivo, la rosa representa el amor a Macabi.

### Bandera de Madrijim
Está conformada por los Escudos de las tres Shjavot, por el de Macabi México, Macabi Mundial, la Antorcha de Modiín, el Tilboshet, la Promesa y la Aniva; y representa al Grupo de Madrijim.

### Bandera del Jodesh Hatnua
Ésta bandera pertenece a la Kvutza más destacada durante el Jodesh Hatnua.

### Bandera de Kvutza
Por lo general no se acostumbra a que las kvutzot tengan una bandera propia aunque está permitido tenerla. Habitualmente cuando una kvutza llega a tener bandera se le pide a los janijim qué más resalten en alguna de las actividades que sean portadores de ésta. Casi siempre el diseño de la bandera esta estrictamente relacionado al significado del nombre de la kvutza, ya sea de manera literal o de manera interpretativa con base en el criterio de los madrijim que decidan crear una bandera de kvutza. Por lo general terminan teniendo alusiones muy sencillas y obvias, aparte de que están hechas con materiales baratos . Un ejemplo de una kvutza con bandera propia es Maskilim (hombres, 2006-2015); esta bandera tiene como símbolo principal una bombilla incandescente (foco) en alusión a ser los 'iluminados'.

## Himnos

### Himno de Macabi
El himno de Macabi se entona cada sábado en el mifkad vespertino general; acto seguido se baja la bandera de Macabi. Para poder entonar el himno de Macabi debe estarse haciendo el saludo.
Éste es el himno de Macabi escrito en fonética del hebreo.

HA MACABIM HEN PO KULANU

ZE AGDUD SAGI MICBAR

PO NILJAMNU PO NITZAJNU

PO COJEINU OD IGBAR

AMUD HAESH YELEJ LEFANEINU

VE'DEREJ JOSHEJ YAIR, YAZIR

AMUD ANAAN MEAJOREINU

PANU DEREJ MACABIM

AMUD ANAN MEAJOREINU

PANU DEREJ MACABIM

Al finalizar la recitación del himno el Rosh Macabi grita las palabras: ¡MACABIM JAZAK! a lo que la hanagá, los madrijim y los janijim responden: ¡JAZAK VE ́E MATZ!. Posteriormente el Rosh Macabi vuelve a gritar: MI CAMOJA a lo que la congregación responde: ¡BAELIM ADONAI! El Rosh Macabi después grita "¡BAELIM ADONAI!" y la congregación responde ¡MI CAMOJA!. Posteriormente, se manda al mifkad a posición de firmes (dom).
No siempre se gritó como lo explica el pasaje anterior después del himno. Anteriormente solo se utilizaba la primera secuencia de gritos. (El Rosh Macabi grita las palabras: ¡MACABIM JAZAK! a lo que la hanagá, los madrijim y los janijim responden: ¡JAZAK VE ́E MATZ!) No se sabe con exactitud en qué momento se agregó la segunda secuencia.

### Himno en hebreo
,הַמַּכַּבִּים הֵן פֹּה כֻּלָּנוּ

.זֶה הַגְּדוּד שָׂגִיא מִכְּבָר

,פֹּה נִלְחַמְנוּ, פֹּה נִצַּחְנוּ

!פֹּה כּוֹחֵנוּ עוֹד יִגְבַּר

,עַמּוּד הָאֵשׁ יֵלֵךְ לְפָנֵינוּ

.וְדֶרֶךְ חֹשֶׁךְ יָאִיר, יַזְהִיר

.עַמּוּד עָנָן מֵאֲחוֹרֵינוּ

(פַּנּוּ דֶּרֶךְ – מַכַּבִּים! (הַמַּכַּבִּים

#### Traducción del Himno
Somos todos Macabeos (HA MACABIM HEN PO KULANU)

Batallón siempre poderoso (ZE AGDUD SAGI MICBAR)

Aquí luchamos, aquí vencimos (PO NILJAMNU PO NITZAJNU)

Aquí nuestra fuerza aún crecerá (PO COJEINU OD IGBAR) 

La columna de fuego nos precede (MUD HAESH YELEJ LEFANEINU) 

Alumbrado el oscuro camino (VE'DEREJ JOSHEJ YAIR, YAZIR)

La columna de nube nos sigue (AMUD ANAAN MEAJOREINU)

Nos venimos en el camino de los Macabeos (PANU DEREJ MACABIM)

La columna de nube nos sigue (AMUD ANAAN MEAJOREINU) 

Nos venimos en el camino de los Macabeos (PANU DEREJ MACABIM)

¡Macabeos Fuertes! (MACABIM JAZAK)

¡Fuertes y Valientes! (JAZAK VE'EMAATZ)

¿Quién como tú? (MI CAMOJA)

Entre todos los dioses. (BAELIM ADONAI)

### Himno de Yehuda
Este himno es entonado en los mifkadim de la shijva Yehuda. Mientras se entona se debe hacer el saludo pero adicionalmente los janijim, madrijim y roshim que cuentan con el escudo de la shijva deben levantar el puño derecho a la altura del cráneo formando un ángulo de 90°.
Hace muchos años ya

que el pueblo de Israel

dominado por griegos se supo sublevar

y tomando las armas que usaron para arar

prosiguieron el camino para conseguir su libertad.

Yendo al frente Yehuda Hamacabi

siguiendo el ejemplo que su padre le dio

hijo lucharas por paz y por la libertad.

Hombres fuertes le siguieron

y a su paso cadenas rompieron.

Hermanos en guerra cayeron

pero sin la esperanza perder.

Y así macabeo lucharás

y hacia el frente siempre mirarás

siguiendo el ejemplo de tu hermano

que por ti su vida dio.

Al finalizar la recitación del himno el rosh de la shijva grita las palabras: ¡TAMID YEHUDA! a lo que los madrijim y los janijim responden: ¡YEHUDA HAMACABI!. Posteriormente el rosh de la shijva pregunta: ¿SÓMOS TODOS LOS QUE ESTAMOS? a lo que la congregación responde: ¡ESTAMOS TODOS LOS QUE SOMOS! Posteriormente, se manda al mifkad a posición de firmes.

### Himno de Madrijim
Este himno se entona exclusivamente en los mifkadim de madrijim sin la presencia de los janijim. Se saluda para entonar éste himno. 
Con fe por Macabi luchar

Al mal combatir sin temor

Triunfar sobre el miedo invencible

En pie soportar el dolor

Madrij hermano Macabeo

Gaviota que vuela a lo lejos

Paladín del silencio hablado

Constructor de lo imaginado

Ese es mi ideal

Al niño educar

No importa cuán lejos

Se puede encontrar

Luchar por el bien

Sin dudar ni temer

Y yo sé que si logró ser fiel a Macabi Hatzair

Ese ideal,

siempre me ha de seguir

Y no se ha de extinguir

Y será

un Macabi mejor

Hermano de sangre y de honor

Compartir con los brazos abiertos

Iniciar 

un Macabi mejor.
Al finalizar la recitación del himno el Rosh Macabi grita las palabras: ¡MACABIM JAZAK! a lo que la hanagá y los madrijim responden: ¡JAZAK VE ́E MATZ!. Posteriormente el Rosh Macabi vuelve a gritar: MI CAMOJA a lo que la congregación responde: ¡BAELIM ADONAI! El Rosh Macabi después grita "¡BAELIM ADONAI!" y la congregación responde ¡MI CAMOJA! Posteriormente, se manda al mifkad a posición de firmes.
Este pasaje se inspira en la novela de Miguel de Cervantes, Don Quijote de la Mancha; específicamente en los versos del Sueño Imposible.

## Grandes Judíos hablan de Macabi

### Albert Einstein
"Bendito sea el trabajo de Macabi, intentando traer un contra-efecto a la sobre-espiritualidad unilateral del pueblo judío. Es especialmente digno de alabanza, pues todavía estamos muy lejos de ese otro lado."

### Haim Najman Bialik
"De todas las reuniones que he tenido con los intelectuales en Lodz, me alegré más, y me impresioné con los ejercicios gimnásticos que vi en el auditorio de Macabi"

### David Ben-Gurión
Macabi es, sin duda, la rama más importante del movimiento sionista. Su importancia está en infundir vida a la talla del pueblo judío, debilitado por tantos años de exilio. Los judíos que regresan a su tierra y los que nacieron aquí, deben obtener fuerza espiritual e intelectual. Pero nuestra existencia en la tierra de nuestros padres igualmente requiere fuerza física."

### Haim Weizmann
"50 años de arduo trabajo en el campo de deportes y sionismo son dignos de alabanza en esta fecha de su aniversario. Ustedes, Macabeos, han traído un nuevo espíritu al pueblo, defendiendo su honor y su existencia. Sus ramas por toda la diáspora se han convertido en lugares de reunión para los buscadores de cultura."

### Meir Dizengoff
Primer alcalde de Tel Aviv.
"Es un fenómeno de mucho valor que la nueva generación del pueblo de Israel se encuentre desde todos los rincones del mundo para su entrenamiento físico y deportivo, lo que marca la unidad de todas las ramas de nuestro pueblo; todas aspirando una meta."

### Mayor Aarón
Comandante de la "Compañía Macabi" del Ejército Británico durante la Segunda Guerra Mundial. (1942)
"El sueño se ha convertido en realidad, en un nuevo símbolo de redención. Como un solo hombre, la juventud judía ha salido para revivir a su gente y comenzar de nuevo."

## Movimientos Clandestinos en un Estado en Preparación
Sin ninguna duda el Movimiento “Macabi Tzair” en Eretz Israel cumplió un rol trascendental en el establecimiento del Estado. Sus miembros formaron parte de todos los movimientos clandestinos (Hagana, Etzel y Haleji).
“Macabi Tzair” tuvo 6 garinim en el Palmaj, los cuales combatieron en la Guerra de Liberación/Independencia. (1948)
Es obvio que con el transcurso de los años surgieron cambios tanto en el Movimiento como en sus fundamentos, con la excepción de la utilización del deporte como instrumento para la educación. En el marco de “Macabi Tzair” el movimiento combinó y respondió a todas las exigencias de Macabi y a las demandas judeo-sionistas del Estado.

### Freddy Hirsch
Desde muy joven Freddy fue líder de Macabi Hatzair en Alemania.
El nombre de Fredy Hirsch está necesariamente asociado con la educación de niños y juventud en el Ghetto de Terezin (Theresienstadt) y más tarde con el "Campamento Familiar" de Birkenau. Este "Campamento", establecido gracias a la iniciativa de Hirsch en la Sección BIIbd del campo de Birkenau, el "Bloque de Niños" en particular fue una prueba extraordinaria para crear un "oasis" en medio de un campamento de exterminio. El objetivo principal del Bloque era crear un ambiente un poco más tolerable para los prisioneros más pequeños de Birkenau, donde podrían escaparse, siquiera por un rato, de la trágica realidad de sus alrededores.

## Rutina
Lo primero que sucede en cada día de MHM es el mifkad general matutino dónde participa toda la tnuá. Se acostumbra a escuchar los cánticos de porras de cada una de las kvutzot de manera simultánea y casi desordenada, actividad que tiende a ser muy divertida para los janijim. Adicionalmente, también existen porras para cada shijva y la tnuá completa. El canto de porras es parte de una competencia implícita entre shjavot y kvutzot. Y suele ser un vehículo de energía y agente de diversión entre todos los miembros de la tnuá.

Generalmente, en un sábado común, se llevan a cabo 2 peulot. Durante estas dos peulot se expone el tojnit preparado por el Rosh Jinuj. En algunos casos, los madrijim son libres de elegir si hacer una actividad de tojnit y otra de tema libre. Entre ambas peulot se sirve de comer a todos los janijim y se les dan unos momentos de tiempo libre para que puedan disfrutar de la compañía de otros janijim o realizar las actividades de su elección, en este tiempo suele darse la convivencia entre todos los miembros de la tnuá sin importar su edad o kvutza.

Posterior a la segunda peulá, se realiza un mifkad de shijva y el mifkad vespertino general, dónde nuevamente se congrega toda la tnuá, se canta el himno de Macabi y se rinden honores a la bandera de la tnuá.

## Libro de Oro
Se le llama Libro de Oro a un libro dónde cada macabeo que termina su ciclo en la tnuá escribe sus memorias, anécdotas y sentimientos hacia la tnuá antes de su retiro definitivo. El último acto de todo Macabeo que pasa a ser inactivo, que es boger de la tnuá, es la lectura del libro de oro; misma que suele ser muy emotiva y tiene lugar durante el mifkadesh (último mifkad de un semestre, dónde se cierran ciclos y se hacen reconocimientos a quienes lo merecen. Tiene lugar en el majané.). El macabeo que ha terminado su ciclo lee en voz alta el texto que escribió para los demás y al finalizar la lectura se le considera "despedido de Macabi" y se le entrega una anivá blanca con el objetivo de presentarle cierto honor. Las personas que "despedidas" integran el consejo Macabeo. 

Es una tradición que la persona que se despide regale su anivá a otro macabeo que marcó su trayectoria en el movimiento y adicionalmente que hace un buen trabajo. También, con los años, y en algunas ocasiones, los diferentes macabeos han otorgado objetos de significado que no precisamente son anivot (por ejemplo, escudos de promesa). Este suele ser el honor más grande para cualquier boger en la tnuá.

Actualmente existen 3 tomos del libro de oro. Por otro lado existe un libro de oro de Hajshará y 1 de Shimón. (Los libros de oro de Hajshará y Shimón tienen el mismo concepto que el original. El de Ajshará es utilizado para aquellos que se retiran temporalmente de la tnuá para realizar su Shnat Hajshará y el de Shimón es utilizado para los janijim y bogrim que abandonan esa shijva. En ambos libros se escribe por grupo, no de manera individual cómo en el original.)
En sus comienzos, en el libro de oro simplemente escribían aquellos Macabeos que habían pertenecido a la tnuá desde primero de Jonathan hasta culminar con su ciclo en la Roshiut; en la actualidad, todo boger que termina su ciclo en la tnuá (con aprobación de la Hanagá) tiene derecho a escribir su libro de oro. Así mismo, a los inicios de ésta tradición simplemente se escribían en el libro de oro uno o dos renglones, hoy en día por lo general los Macabim que dejan la tnuá escriben algunas páginas acerca de su trayectoria en el movimiento y casi siempre con un tono conmovedor y aludiendo a la narrativa literaria.

Se les llama caballeros dorados a aquellos que han dejado sus palabras en el Libro de Oro.

## Seminario (Curso) de Madrijim
A diferencia de las otras tnuot en México, MHM tiene un seminario de madrijim propio, de mucho más y mejores contenidos de acuerdo al criterio del movimiento, en el cual los janijim tienen un año de capacitación para convertirse en madrijim. La capacitación es impartida por miembros de la Hanagá quienes preparan a estos janijim para convertirse no solamente en madrijim, sino en madrijim de Macabi. Ésta capacitación tiene lugar en juntas los días martes por la noche y adicionalmente en prácticas los días sábado. Además de esta capacitación los integrantes del seminario realizan distintas labores de apoyo práctico y logístico a la tnuá para introducirlos de manera gradual a la responsabilidad de ser madrijim. También, existen varias tradiciones enfocadas en lograr que los janijim que pasan por el seminario conozcan algunos secretos de la tnuá que solamente pueden conocerse de manera especial.  

## Campamentos/Majanot
A lo largo del año se llevan a cabo diferentes campamentos que hoy en día ya son tradición de la tnuá. Cada uno de los campamentos realizados tiene características especiales y adicionalmente una serie de actividades que se realizan año con año con algunas variaciones de acuerdo a quién esté a cargo de la organización de los diferentes campamentos. A los campamentos dentro de la tnuá se les llama majanot que es el plural de la palabra hebrea majané.

### Teva
Campamento de supervivencia exclusivo de la Shijva Shimón y Seminario de Madrijim dónde los Janijim y madrijim de ambas shjavot se dividen en 3 equipos (halcones, lagartos y panteras) y crean su propio refugio, con tan solo algunos bordones (bigas de forma cilíndrica de madera de aproximadamente dos metros de longitud), palos de escoba, mecate y escaso plástico. Los janijim y madrijim tienen que mostrar sus habilidades Scouticas en todo momento. Es responsabilidad de cada equipo, además de superar los distintos retos impuestos a ellos, también encender su fogata para cocinar y encargarse de otro tipo de cosas que año con año varían. Se practican varias competencias de ente Scoutico a lo largo del campamento. Al final hay un equipo vencedor y gana un escudo para su tilboshet. Se lleva a cabo en las instalaciones del CDI en Tepotzotlán, Edo. de México. Éste evento es organizado por la vaada Scoutismo de la tnuá; misma que se encarga de todas las actividades Scouticas dentro de Macabi.

### Macabiah
Campamento donde participa todo Macabi. Cada año se elige un tema distinto para este campamento. (Ej. Año 2011: Formas de entretenimiento. Participaron un equipo con el tema de teatro, otro con el tema de cine, otro con el tema de concierto musical y otro con el tema de circo.) Se dividen a Janijim, Madrijim y Hanagá en distintos equipos que se identifican por un color en específico al igual que una temática similar a la de los otros equipos. Cada año el tema de la Macabiah varía, algunas de las actividades que se llevan a cabo son:
- Decoración del "Shetaj" de cada color por la vanguardia (Madrijim que llegan antes al campamento para la preparación).
- Cacería de Madrijim
- Majanaim (Juego muy similar a quemados o "DodgeBall" que se conoce en algunas tnuot.)
- Anchuras
- Matiteada
- Concurso de comida
- Elaboración de un sketch

En este campamento se fomenta el deporte y se lleva a cabo en las instalaciones del CDI en Tepotzotlán. Al final, se elige un equipo ganador.

### Campamento Final o simplemente Majané
Consta de un campamento que se lleva a cabo al final de cada semestre. Se duerme en casas de campaña, y dentro de este campamento se aplican los diferentes exámenes como el de Anivá y Scoutismo (1.er y 2.º nivel), al centro del campamento se encuentra una "escultura" hecha de diversos materiales a la que se le llama "Toren" y sirve como hasta de banderas que gente de otras Tnuot y Ex-Macabeos se encargan de "robar" en los llamados "ataques" donde la tnua crea una barrera de personas para no dejar salir a los "atacantes". Ésta es una tradición que se lleva a cabo entre las diferentes tnuot.

En este campamento los Macabeos se despiden en el Mifkad-Esh donde se prende un monumento de estopa representando el espíritu Macabeo. Se lleva a cabo en diferentes lugares de México. Generalmente, se realizan dos por año, uno en verano y otro en invierno. Es en eventos cómo el Mifkad-Esh dónde se anuncian cambios importantes en la tnuá tales como una nueva roshiut, cuando cambia la misma.

### Hartzeinu
Campamento dedicado a la historia de Israel. Se realizó en dos ocasiones pero debido a cuestiones logísticas fue cambiado por un campamento nuevo que es parte del Jodesh Hatnuá. Se realizó en las instalaciones del CDI en Tepotzotlán.

### Sababa o Sabra
Este campamento se realiza al final del Jodesh Hatnuá y es en él dónde se elige y anuncia a la kvutza del mismo. Se ha hecho pocas veces, pero se ha cambiado en ellas la dinámica del mismo. Algunos años se ha probado hacer equipos de kvutzot, por ejemplo. La dinámica del campamento es relativamente sencilla; su objetivo principal es realizar competencias que agreguen o resten puntos al marcador del Jodesh Hatnuá para determinar un ganador del mismo. Se realiza en las instalaciones del CDI en Tepotzotlán.

### Campamentos de Shijvá
Campamentos a los que solo acude una shijvá. Son organizados por la hanagá responsable de la shijvá y se realizan con diferentes propósitos. En ellos pueden realizarse diferentes actividades.

### Campamento de Seminario
Al final del año del curso de madrijim los janijim que lo han cursado deben realizar por sí mismos un campamento al que asistirán los madrijim y hanagá actuales de la tnuá. En este campamento se inspecciona si realmente el Seminario ha dado resultado y se verifica que tienen la capacidad de formar parte de los bogrim de la tnuá. A lo largo de la planeación y ejecución del campamento los miembros de la Hanagá que han dado el curso de madrijim brindan su apoyo a los janijim organizadores. Cada uno de los seminarios es libre de hacer lo que sea de su gusto en este campamento. Al final, los madrijim y roshim asistentes proporcionan una sesión de retroalimentación a los janijim de seminario. Por lo general, se lleva a cabo en las instalaciones del CDI en Tepotzotlán.

### Camp de Camps
Poco se sabe de este majané aparte de que es exclusivamente para bogrim y que en él se realizan peulot que suelen ser sorpresa, no se sabe con qué frecuencia se realiza, ni con precisión por quién es organizado. Parte del misterio que engloba a este majané, que puede jamás suceder durante la etapa de bogrut de algunos Macabeos, es lo poco que se conoce al respecto a excepción claro, de quienes han asistido.

## Disco conmemorativo de los 40 años
Al cumplir 40 años como movimiento, MHM produjo, grabó y distribuyó un CD conmemorando estos 40 años.

## Macabi Hatzair durante laShoá
Aunque durante la Segunda Guerra Mundial no existía Macabi Hatzair México, Macabi Hatzair tuvo una participación activa entre los judíos a lo largo de esta etapa. En relación con Macabi, durante la shoá (el holocausto) uno de los sucesos más relevantes sucedido en vísperas de una de las deportaciones a los campos de concentración y exterminio, fue la partición de la bandera de la tnuá. Algunos de los jóvenes pertenecientes a la tnuá participaron en una ceremonia (mifkad) clandestina en la cual la bandera del movimiento en Ludwigsfelde (Alemania) fue cortada en doce partes que fueron repartidas entre los líderes de Macabi en eso entonces mientras se entonó el himno de la tnuá. Con la promesa de defender su pedazo de bandera igual que su vida y de mantener la esperanza hasta el último momento cada uno emprendió distintos caminos con el objetivo de poder escapar de la guerra; prometieron también encontrarse algún día nuevamente en Eretz Israel. Únicamente tres de estos últimos sobrevivieron el Holocausto, y de ellos solo Anneliese Borinski logró traer consigo a Israel su fragmento de la bandera, mismo que actualmente se encuentra en Yad Vashem como parte de la exposición.
Mucho antes de la partición de la bandera, después del ascenso de los nazis al poder, los movimientos juveniles sionistas, en especial Macabi Hatzair y Hashomer Hatzair, acrecentaron sus actividades con el propósito de acelerar la emigración de jóvenes judíos a la Tierra de Israel. Para poder preparar a estos jóvenes para la vida del kibutz, fueron establecidas granjas agrícolas de entrenamiento. Una de éstas, perteneciente al movimiento, estaba ubicada cerca del pueblo de Ahrensdorf, no lejos de Berlín. Jóvenes de 10 a 20 años (janijim y bogrim) vivían en esa granja. El entrenamiento para el kibutz comprendía tareas agrícolas en horas de la mañana, y por la tarde lecciones sobre temas relacionados con el sionismo y el judaísmo, como historia judía, torá y hebreo, al igual que peulot impartidas por los bogirm en variadas ocasiones. Durante la noche se realizaban debates y actividades culturales. Al llegar a los 18 años los jóvenes trataban de encontrar el modo de emigrar a la Tierra de Israel o de ser posible a cualquier lugar lejos de la guerra, de igual manera, siempre hubo espacio para quienes necesitaron quedarse con los Macabim.
A pesar de las condiciones de vida espartanas y la comida sencilla, los jóvenes estaban colmados de entusiasmo y orgullo, como la mayoría de los miembros de los movimientos juveniles judíos de esa época en Europa, se identificaban completamente con los ideales sionistas al igual que con los valores de lucha y acción en contra de la opresión Nazi; todo esto, dentro del marco educativo de la tnuá. El estilo de vida cooperativo creaba lazos estrechos entre los janijim y bogrim, y la separación de la familia convertía a los madrijim y roshim en padres sustitutos y en modelos a imitar.
Una de las líderes en Ludwigsfelde era Anneliese Borinski. Nacida en 1919 en el seno de una familia poco vinculada al judaísmo y al sionismo, el alejamiento forzado de los judíos de las instituciones de educación alemanas la empujó a marcos de referencia judíos. Después de finalizar sus estudios en el seminario judío de Berlín, llegó a Ahrensdorf como líder juvenil (rosh de Macabi Hatzair) a la edad de 23 años. A pesar de no haber tenido anteriormente inclinaciones sionistas, aprendió acerca de la Tierra de Israel y acabó sintiéndose completamente identificada con los ideales de la hajshará y la aliah respectivamente.
Con el estallido de la guerra en 1939, las condiciones en Ludwigsfelde se hicieron cada vez más difíciles, hasta tal punto que la Gestapo tomó control efectivo de la granja, evidentemente en contra de la voluntad de los miembros de la tnuá. A pesar de ello, los jóvenes siguieron viviendo en una especie de burbuja, conservando la dirección de la granja y prosiguiendo con sus actividades regulares. Las hajsharot fueron clausuradas en 1941 y los líderes y los jóvenes a su cargo fueron trasladados al campo de Neuendorf, donde habían sido concentrados grupos variados de judíos y obligados a realizar trabajos forzados bajo la supervisión de la Gestapo. A pesar de la situación los miembros de la tnuá continuaron exigiendo de sí mismos la disciplina que habían mantenido en Ahrensdorf.
Aunque al finalizar la guerra fue una minoría de los janijim y bogrim la que salvó su vida, el movimiento nunca se extinguió y pudo reconstruirse en varios países y en Israel para convertirse hoy en día en uno de los movimientos más fuertes e influyentes en el mundo de las tnuot y el judaísmo.

Por otro lado, no hay prueba que demuestre la participación de Freddy Hirsch en estos sucesos, sin embargo, se cree que existe una gran posibilidad de que haya participado activamente dentro del movimiento, en especial en Birkenau, en cooperación con los miembros del movimiento que anteriormente residían en Ahrensdorf y Ludwigsfelde.

### La bandera de Ludwigsfelde
Después del asesinato de Alfred Selbiger (noviembre de 1942), el rosh de Maccabi Hatzair en Alemania, alrededor de 1942, una gran melancolía hizo presa a todos, y la sensación de que algo todavía desconocido y malévolo estaba por separar a los líderes de los jóvenes (a los bogrim de los janijim) se hizo cada vez más presente, debido a las circunstancias la posibilidad de mantener la esperanza era muy poca. Comenzaron a llegar a la granja listas de miembros de Macabi destinados a la deportación, estos de todas las edades y jerarquías dentro de la tnuá.
```
Finalmente, después de varios meses de gradualmente deportar a miembros de la tnuá a los 
campos de concentración
 y exterminio llegó una lista con los nombres de los últimos miembros de la tnuá que todavía se encontraban en la granja. La última noche, de manera clandestina, se realizó una ceremonia (mikad) en Ludwigsfelde en la cual la bandera fue repartida entre los líderes (bogrim) de grupo restantes. La idea era que el grupo se reuniría en la Tierra de Israel y reconstruiría la bandera y junto con ella se reconstruiría la tnua.
```

El testimonio de Anneliese Borinski, presente en el mifkad de la partición de la bandera:
7 de abril de 1943
Afuera están los guardias de la Gestapo. Se nos prohíbe salir al patio, comenzamos nuestra reunión final, el último mifkad de Macabi. Una vez más, cada uno está vestido de azul y blanco. Cantamos los himnos. Traen las banderas. A una le falta el centro, fue cortada anteriormente y éste se encuentra ya en Eretz Israel. Herbert toma la “bandera del corazón roto” y la corta en doce retazos. Los distribuye entre compañeras y compañeros que serán responsables por cada shijva, uno para el compañero que será responsable por los de “sangre mixta” que quedarán en Alemania. En esta oportunidad prometemos el uno al otro que cuidaremos de los retazos, y que cuando volvamos a reunirnos en la Tierra de Israel los armaremos para formar nuevamente la bandera y con ella nuestro movimiento.
Fecha posterior, desconocida.
Este desgarro de la bandera que me fue entregado, lo llevó conmigo hasta hoy. Permaneció conmigo durante todos las búsquedas corporales y las selecciones en Auschwitz. Debo seguir llevándolo conmigo porque lo he prometido, y esa promesa me empuja...
	A mediados de 1943 los jóvenes restantes y los líderes fueron deportados a una prisión en Berlín y de allí enviados a Auschwitz. Más tarde se enteraron de que su deportación había sido parte de una masiva operación contra los judíos alemanes llevada a cabo “en honor” al cumpleaños de Hitler.
```
En Auschwitz los muchachos fueron separados en grupos diferentes, pero gracias a la determinación de los líderes lograron permanecer en contacto y pasar información entre ellos. Anneliese, que asumió la responsabilidad por sus educandos (janijim) con la mayor seriedad, trató de ocuparse de ellos e incluso de hacerles pequeños regalos para sus cumpleaños.
```

Sabíamos que era importante permanecer unidos – el grupo de Maccabi Hatzair-, con nuestros ideales y nuestra meta de llegar algún día a la Tierra de Israel trayendo los retazos de la bandera con nosotros. En nuestra inocencia creíamos que eso era lo más importante. En los primeros días en Auschwitz no sabíamos que era cuestión de vida o muerte, y quizás fue mejor que no lo entendimos. El primer día sufrimos una tortura tras otra en Birkenau que creo que nos habrían roto si no hubiéramos estado ocupados en esos ideales en los que creíamos, y que nos daban fuerzas... estábamos tan centrados en ellos, que nada nos parecía importante – a pesar de todo lo que nos estaba ocurriendo.
Durante toda la época de prisión en Auschwitz Anneliese conservó el trozo de bandera, a pesar de la dificultad en esconder objetos personales y los constantes registros.
...Los únicos objetos personales que nos permitían guardar eran los zapatos. Eso era muy importante, porque yo, por ejemplo, dentro de los zapatos, debajo de la suela – me di cuenta enseguida, cuando tuvimos que desvestirnos – puse mi trozo de bandera, que era muy importante para mí conservar en un lugar seguro. Y allí quedó bastante tiempo, y a veces había lo que se llamaba “visitas”, o sea un registro corporal minucioso – y entonces lo escondía en otros lugares, porque los SS sabían por supuesto que era posible esconder todo tipo de objetos en los zapatos.
Los jóvenes miembros de Maccabi Hatzair estuvieron presos en Auschwitz cerca de dos años. Como otros prisioneros fueron destinados a trabajos forzados, y sufrieron como todos la tortura del hambre, el frío y la humillación. Muchos sucumbieron a las terribles condiciones. Anneliese Borinski abandonó Auschwitz en una “marcha de la muerte” en enero de 1945 junto con su kvutza. Escaparon de la columna en la zona de Leipzig y llegaron a la zona de ocupación americana.
Anneliese emigró en 1945 y se estableció en el kibutz Maayan Tzvi, y desde su matrimonio se llamó Ora Aloni. Hasta su fallecimiento trabajó en educación. 
En un intento de recapitular su salvación, dijo:
Si hoy quisiera explicarlo, o alguien me lo pregunta, y por supuesto de que hubo quien lo hizo, como lograron salir con vida del campo, el campo de concentración, campo de muerte, como lograron salir de allí, puedo decir esto: creo que eso está basado en tres factores esenciales – el primero, pienso que es el más fuerte, es el apoyo mutuo que recibimos de cada uno, y a pesar de estar separados, de algún modo siempre estuvimos en el seno de nuestros compañeros. Siempre estábamos el uno para los otros y sentíamos que los otros estaban para uno. Yo siempre estuve para mis janijim. Aun cuando no estábamos todos juntos, nos sentíamos siempre unidos y nunca completamente solos. Por lo menos tres, cuatro o cinco estaban juntos. Eso ayudaba mucho, de forma práctica así como emocional. Nos daba mucha fuerza y para mí, también estaba el sentido de responsabilidad, la sensación de que tenía que hacer todo lo posible para llegar a algún lugar en el que podría ver quién estaba todavía con vida y tratar de reunir a todos nuevamente, y de ser posible llegar a la Tierra de Israel junto con mi kvutza.
El segundo factor fue definitivamente la esperanza y la expectativa incólumes, de que algún día las cosas van a mejorar, y llegaríamos a la Tierra de Israel, y que debíamos estar allí. Eso se manifestaba en cada pequeña celebración, en cada Oneg Shabat, en Yom Kipur, no sé, en las promesas que hicimos y expresamos en símbolos que cuidamos con tanto empeño, en la bandera, el retazo de bandera que no dejé de seguir llevando conmigo.
El tercer factor, quizás más complejo, diría: cierta fuerza de la personalidad que pertenece a ello, y la capacidad de adaptarse, rápidamente, eran absolutamente necesarias, y también suerte.
El retazo de Anneliese es el único de los que fueron distribuidos entre los líderes que llegó a Israel. Estuvo preservado en el kibutz Maayan Tzvi hasta que el hijo de Ora Aloni lo entregó a Yad Vashem en 2007. Los supervivientes del movimiento que se reunieron en Israel confeccionaron una réplica de la bandera y bordaron sobre ésta las marcas que dividieron en doce partes a la original. Ésta réplica también se conserva en Yad Vashem.

## Organigrama
Macabi Hatzair México es un movimiento en dónde la autoridad es marcada por jerarquías.

La persona con mayor autoridad y líder del movimiento es quién ocupa el puesto de Rosh Macabi. (La palabra Rosh en hebreo significa cabeza; al darle a alguien el título de Rosh se le está nombrando una de las “cabezas” del movimiento.) 

Junto con el Rosh Macabi, hay dos personas que manejan la tnuá. Estas son el Rosh Jinuj (Encargado del contenido educativo de la tnuá) y el Sgan Rosh (Encargado de la administración de la tnuá.) 

El Rosh Macabi, Rosh Jinuj y el Sgan Rosh integran a aquello que se le denomina “Roshiut”. La Roshiut es el comité que tiene el mando absoluto de la tnuá y son los tres líderes del movimiento. A los Roshim (miembros de la Roshiut) puede identificárseles por portar la antorcha de Modín en su tilboshet. 

En cuánto a jerarquías, debajo de la Roshiut se encuentra la Hanagá. La Hanagá está integrada por los Roshim Shijvá, es decir, aquellos que son los líderes de las diferentes shjavot (grupos de edades) de la tnuá, aquellos que integran la Hanagá son los supervisores directos de los madrijim. 

En varias ocasiones, los miembros de la Hanagá tienen diferentes tafkidim (tareas) aparte de la supervisión de sus shjavot, generalmente, los miembros de la Hanagá también son los líderes de las diferentes vaadot en la tnuá (grupos de trabajo con una misión específica dentro del movimiento). 

La siguiente jerarquía está integrada por los madrijim, quienes en varias ocasiones han sido reconocidos cómo el “motor” de la tnuá, quienes al mismo tiempo se dividen– no por una jerarquía establecida, sino reconocida– en madrijim chicos y grandes, ósea nuevos o con un año o más de experiencia. Los madrijim generalmente tienen el tafkid de encargarse de una kvutza con todo lo que ello conlleva; sin embargo, los madrijim también participan en las actividades de las diferentes vaadot activamente o cumplir con cualquiera de las tareas que la tnuá requiera. 

La jerarquía que se encuentra debajo de los madrijim está constituida por los integrantes del seminario de madrijim, quienes en variadas ocasiones son utilizados para cumplir con diferentes tareas que son necesarias para el buen funcionamiento del movimiento. Una de las más importantes funciones del seminario de madrijim es brindar todo el apoyo que sea necesario a madrijim y roshim. 

Finalmente, la última jerarquía de la tnuá son los janijim, quienes no tienen obligaciones dentro del movimiento excepto por las impuestas por sus madrijim y roshim.

### Macabi y el CDI
Por ser parte del Centro Deportivo Israelita, Macabi Hatzair México, tiene las obligaciones, derechos y estructura de cualquier comité de esta organización. El “presidente del comité” (representante de Macabi ante el comité ejecutivo del CDI) es quien ocupa el puesto de Rosh Macabi. 

Adicionalmente, se tiene un empleado (uno de los tres pagados en la tnuá, los otros dos son quienes desempeñan la labor de secretaria y bodeguero) que cumple con la función de “director del comité”. El director de Macabi es empleado de la Roshiut y tiene como función brindar apoyo en la parte administrativa de la tnuá en todo lo que concierne al CDI.
A partir de octubre de 2014 y hasta diciembre del mismo año, dentro de la tnuá se contará con un sheliaj que realizará su labor en conjunto con el director, esquema que cambiará posteriormente con el objetivo de transicionar al modelo postulado por la shlijut y prescindir del director.
El esquema de director fue abandonado completamente desde el segundo semestre del año 2014, donde se implementó el apoyo de un Sheliaj, enviado desde Israel por la sojnut para apoyarnos en todas las tareas, cuya responsabilidad recaía en el director

## Scoutismo
Dentro de la tnuá se realizan varias actividades scouticas dónde los janijim y bogrim aprenden y ponen en práctica una convivencia activa con la naturaleza, dónde sin dañarse el hombre a la naturaleza o viceversa, se genera un aprendizaje importante de concienciación del medio ambiente y de supervivencia en general. El scoutismo forma parte de la formación integral que Macabi busca otorgarle a todos los miembros del movimiento y no solo eso sino que es aplicado en la tnuá en sus variados majanot (campamentos) y peulot (actividades), así que no solo se enseña pero también se practica.

Cuando un nivel Scoutico es dominado, cómo reconocimiento el janij/boger recibe un escudo que debe portar en su tilboshet, específicamente en el antebrazo derecho.

### Concientización Ecológica (Escudo Ecológico)
Es el nivel más simple de Scoutismo que se vive en la tnuá. Consta de iniciar la generación de una conciencia ecológica en el janij, misma que se lleva a cabo en los janijim más pequeños (shijvá Jonathan). Siendo este el nivel más básico del Scoutismo en la tnuá tiene como principal objetivo que los janijim inicien su horizonte de comprensión y aprendizaje de lo que es la naturaleza y de cómo ésta afecta nuestras vidas, aunque en realidad es para que los madrijim no tengan que recoger toda la basura del campamento. Principalmente en este nivel de Scoutismo se le enseña al janij a través de conversaciones y ejecutando tareas simples como la recolección de basura en los campamentos.

Se considera superado este nivel, culminando en la entrega de su respectivo escudo cuándo:

- El janij/boger demuestra tener conciencia ecológica y un dominio básico de lo que es la ecología y de la importancia de respetar la naturaleza.
- El janij/boger realizó actividades tales como la recolección de basura deurante algún majané.
- El janij/boger demuestra un interés activo por aprender de la naturaleza y de cómo brindarle cuidados.

### Primer Nivel de Scoutismo
También denominado primero de Scoutismo. Es la etapa inicial de la preparación Scoutica de cualquier janij/boger. Para participar en este nivel es necesario tener la edad mínima de la shijvá Yehuda.

Principalmente, este nivel busca una iniciación mucho más formal de los janijim/bogrim en el área del scoutismo. Este nivel involucra un examen de conocimiento teórico y práctico que se le realiza al janij/boger para entregarle el escudo que reconoce que tiene el conocimiento que forma parte de este nivel de Scoutismo. El objetivo de primero de scoutismo es que el janij/boger aprenda las cosas más básicas de ésta ciencia y que sea posible aplicar los conocimientos scouticos en la vida diaria.

Se considera superado este nivel, culminando en la entrega de su respectivo escudo cuándo:

- El janij/boger supera aprueba el examen de primero de scoutismo.
- El janij/boger demuestra tener conciencia ecológica y un dominio básico de lo que es el scoutismo y de la importancia de respetar la naturaleza.
- El janij/boger tiene un domino teórico y práctico de la cantidad dispuesta de nudos scouticos.
- El janij/boger tiene un domino teórico y práctico de las técnicas de orientación dispuestas.
- El janij/boger tiene un dominio teórico y práctico de la utilización de navajas y cuchillos.
- El janij/boger tiene un dominio teórico y práctico de las características de un campamento y de cómo debe realizarse este.

### Segundo Nivel de Scoutismo
También denominado segundo de Scoutismo. En esta segunda etapa, en la cual solamente pueden participar janijim/bogrim de la shijvá Shimón o mayores, se inicia un aprendizaje mucho más profundo de las técnicas scouticas, tanto en lo teórico, como en lo práctico, es un nivel sumamente riguroso y que requiere mucho trabajo del janij/boger que es parte de él. 

Este nivel, tiene como principal objetivo la introducción a las más sencillas técnicas de supervivencia (contemplando dentro de éstas la utilización de fogatas y refugios), la utilización de amarres, la utilización de la lámpara estilo Coleman, la utilización de anclajes y la utilización del hacha y el pico. 

Se considera superado este nivel, culminando en la entrega de su respectivo escudo cuándo:

- El janij/boger aprueba el examen de segundo de scoutismo; mismo que se divide en un parte teórica (individual), en la cual cada janij/boger es profundamente cuestionado acerca de las técnicas Scouticas del segundo nivel de Scoutismo; y una segunda parte, práctica (en equipo), en la cual cada janij/boger participa en la construcción Scoutica de alguna estructura u objeto que disponga la Vaada Scoutismo.
- El janij/boger participa de manera activa en la parte práctica (de equipo) en el segundo examen de scoutismo.
- El janij/boger tiene un dominio teórico y práctico de lo que implica la utilización de la lámpara de gas/gasolina para campamento estilo Coleman.
- El janij/boger tiene un dominio teórico y práctico de lo que implica la utilización del hacha de leñador, el hacha de mano y el pico.
- El janij/boger tiene un dominio teórico y práctico de lo que implica la realización de amarres y de cómo estos son diferentes a los nudos, así como la teoría y práctica de los anclajes Scouticos.
- El janij/boger tiene un dominio teórico y práctico de lo que implican las principales técnicas de supervivencia, siendo ésts la realización de fogatas, refugios y refrigeradores Scouticos.

### Tercer Nivel de Scoutismo
También denominado tercero de Scoutismo. En ésta tercera etapa, caracterizada por su rigurosa evaluación y alto grado de dificultad, solamente pueden participar janijim/bogrim de la shijvá Eleazar (seminario de madrijim) o mayores, se inicia un aprendizaje mucho más profundo, especializado y aplicable de las técnicas scóuticas, tanto en lo teórico, como en lo práctico, es un nivel de extrema dificultad, al grado de que solamente pocos bogrim pasan esta prueba, adicionalmente requiere mucho trabajo del boger que desea ganar el escudo. Para poder realizar tercero de Scoutismo (que se hace únicamente una vez al año en diferentes ubicaciones) se realiza un campamento de tres días coordinado y preparado por la respectiva Vaada (Roshiut) Scoutismo. 

Este nivel, tiene como principal objetivo la aplicación de técnicas de supervivencia elaboradas así como la corroboración de que el boger que intenta conseguir el escudo tiene todos los conocimientos scouticos que son necesarios en una situación real. En ésta prueba, son evaluados conocimientos de todo nivel scoutico en cuánto a lo teórico y lo práctico, todo el tiempo con una estricta evaluación que tolera poco los errores de los participantes.

El proceso para obtener el tercer escudo de scoutismo consta en varias partes: 

1. El boger debe asistir a toda junta informativa y de preparación que se convoque. 

2. Se evalúa una parte del examen en equipo. 

3. Se evalúa una parte del examen de manera individual. 

4. El boger debe entregar un pre-reporte y post-reporte detallado de su examen, con características que se le especifican. 

5. El boger debe demostrar tener un nivel de scoutismo (teórico y práctico sumamente alto) 

Deben cumplirse todos los requisitos anotados posteriormente para poder obtener el tercer escudo de scoutismo. Cualquier participante que no ostente el cumplimiento de todos los requisitos en su totalidad no podrá obtener el escudo sin importar sus circunstancias: 

1. Todos los requisitos mencionados en el manual de tercer escudo son igualmente válidos que todos los posteriormente indicados. 

2. Cualquier aspirante a obtener el tercer escudo de scoutismo debe tener el primer y segundo escudo de scoutismo. De lo contrario, no se tiene derecho a participar en el examen. 

3. Para que un participante acceda al derecho de obtener el escudo tendrá que acreditar un mínimo de puntos sobre los posibles establecidos detalladamente en una rúbrica que la Roshiut Scoutismo utiliza para calificar el examen. 

4. Para que el participante tenga derecho al escudo debe ser aprobado por los miembros de la vaada. Ellos determinarán la aprobación de los participantes a través de una votación en la cual el participante deberá obtener una mayoría de los votos de los miembros de la vaada para considerarse aprobado. 

5. Es indispensable entregar el reporte requerido en el manual de tercer escudo para poder ser merecedor del escudo. Cualquier participante que se reserve el derecho de entregar el reporte no tendrá posibilidad de ser acreedor al tercer escudo de scoutismo. 

6. El incumplimiento de las reglas establecidas en el manual de tercer escudo de scoutismo es motivo suficiente para negar el escudo a cualquiera de los participantes sin importar la puntuación que obtengan dentro de los parámetros de evaluación establecidos. 

7. El participante tendrá que haber pasado la segunda noche entera en su zona de campamento individual. De no permanecer allí por voluntad propia, se le negara el escudo a dicho participante. 

#### Partes del Tercer Examen de Scoutismo

##### Prereporte (Reporte Previo)
- Debe realizarse un reporte previo al examen, en este documento el participante debe incluir:
- Descripción de un refugio ideal detallada, dónde se de a entender con claridad el por qué del diseño del refugio y se expongan argumentos en favor de ese tipo de refugio.
- Diagrama del refugio ideal.
- Descripción de un refugio posible detallada, dónde se de a entender con claridad el por qué del diseño del refugio y se expongan argumentos en favor de ese tipo de refugio.
- Diagrama del refugio posible.
- Descripción del menú a realizarse durante la parte individual el examen que incluya entrada, plato fuerte y postre. Deberá ser comida cocinada.

##### Examen
En este rubro se considera todo lo sucedido en el examen (todo el campamento) y este se divide en 2 partes. Una que considera todo lo acontecido previo y post al momento de supervivencia individual en el examen y otra que estará comprendida por todo lo sucedido durante el momento descrito anteriormente.

###### Primera parte (Grupal)
- Se considera la actitud y cooperación durante la realización de toda actividad; ya sea orientada a la evaluación de los participantes o no, o a la aportación de estos a que la realización logística del campamento sea idónea.
- Se evalúa el contar con los materiales requeridos por el manual y que estos se encuentren en óptimas condiciones para ser utilizados.
- Se levanta un campamento y se le asignan diferentes tareas a los participantes, ya sea preparación de la fogata, levantamiento de la tienda de campaña o construcción del toren.
- Se efectúa la realización de la construcción scoutica que sea designada por la vaada durante el examen.
- Se evalúan de diferentes maneras los conocimientos generales de primero y segundo de scoutismo así como de primeros auxilios en todos los ámbitos y la aplicación de estos.

###### Segunda parte (Individual)
Es en esta parte del examen donde el boger que decide realizarlo debe pasar una noche solo en un ambiente completamente natural y en una situación ficticia que se asemeja a lo que sería una situación real de supervivencia. A lo largo de la noche el boger es visitado por la roshiut scoutismo 2 o 3 veces, en las que puede o no suceder una interacción entre el boger evaluado y la roshiut scoutismo. 

El boger indica la posición de su refugio en todo momento con un cialum de color verde o azul, con ello puede ser encontrado con facilidad en cualquier momento. 

El boger tiene consigo un cialum de color rojo o naranja que debe encender solamente en caso de emergencia. 

El boger tiene consigo también un silbato con el cual puede comunicarse con la vaada scoutismo en caso de cualquier eventualidad. Si acontece algo que debe comunicar pero no es una emergencia el boger tiene la indicación de tocar SOS (...---...) en clave morse con su silbato y en un plazo no mayor a 5 minutos un miembro de la vaada estará presenta para asistirle. En caso de que suceda una emergencia, el boger tiene la instrucción de tocar su silbato de manera agitada y sin detenerse, encender el cialum rojo o naranja y agitarlo de ser posible. En un plazo no mayor a 2 minutos se encuentran con él los miembros de la vaada scoutismo para trasladarlo al campamento base. 

- Se realiza el refugio posible.
- Se realiza una fogata.
- Se prepara una cena cocinada.
- El boger que participa es evaluado en su conocimiento y práctica de clave morse.

##### Reporte
El boger que realiza el examen tiene la obligación de entregar un reporte de lo acontecido, de lo contrario no podrá obtener el tercer escudo de scoutismo.

El reporte debe incluir:

- Portada.
- Índice.
- Introducción.
- Información geográfica de dónde se realizó el examen.
- Explicación de la parte grupal del examen.
- Explicación de la parte individual del examen.
- Bitácora (muy minuciosa) de todo lo sucedido durante el examen.
- Mensaje codificado y descodificado en clave morse.
- Menú realizado durante la parte individual y su descripción.
- Galería fotográfica.
- Si el participante lo desea, puede incluir anécdotas que sucedieron en el examen.

## Glosario/Terminología
A continuación se exponen algunos de los términos utilizados en la tnuá; todas estas son palabras hebreas.
- Tnuá (plural: Tnuot): Movimiento Juvenil
- Tojnit (plural: Tojniot): Programa Educativo
- Kvutzá (plural:Kvutzot): Grupo
- Madrij/á (plural: Madrijim/ót): el que muestra el camino, joven coordinador de un grupo etario.
- Janíj/a (plural: Janijim/ot): los menores que componen cada grupo.
- Boguer/et (plural: Bogrím): Literal graduado, joven generalmente ya madrij o con una responsabilidad dentro de la tnuá que ya tiene voz y voto en las asambleas que deciden el futuro del Movimiento.
- Asefá (plural: Asefót): Asamblea de todos los bogrím donde se toman decisiones fundamentales para el Movimiento. (Congreso de Madrijim)
- Majané (plural: Majanot): Campamento
- Mazkir: Secretario general de Movimiento Juvenil Sionista
- Jultza/Tilboshet: Uniforme utilizado por los miembros de la tnuá. Sus características pueden variar dependiendo de la sección dentro de la tnuá de la persona que lo utiliza así como su cargo o responsabilidad.
- Semel: Símbolo, logotipo de la tnuá.
- Rosh/Merrakez: Coordinador de madrijim
- Ken/Mercaz/Maoz/Snif: Aunque no significan lo mismo, el concepto que encierran es el de sede del Movimiento.
- Tzevet/Vaada (plural: Tzvatim/Vaadot): Concepto de comisión de trabajo (Ej: Tzevet Iruim quiere decir Comisión de eventos).
- Kvutza (plural: Kvutzot): Literalmente grupo, generalmente aplicado a un grupo etario.
- Shijva (plural: Shijvot): Literalmente "capa", generalmente aplicado a conjunto de kvutzot que por cercanía etaria pueden trabajar conjuntamente.
- Sojnut (Sojnut a ieudi le Eretz Israel): La Agencia Judía para Israel. Organismo que entre sus muchas funciones se dedica a ayudar a las tnuot.
- Aliyá (plural: Aliyot): Literalmente subida. Se llama "hacer aliya" cuando un judío emigra (se dice que "retorna") a Israel.
- Olé (plural: Olím): es un emigrado (que hizo aliya). Un olé jadash, es un recién emigrado.
- Javer/a (plural: Javerim) Compañero. Se aplica a miembros del mismo Movimiento o de un mismo kibutz, por antonomasia a todos los javerim de todos los movimientos juveniles o de todos los kibutz.
- Hadrajá: Entiéndase como práctica de la educación no formal.
- Mifkad: Reunión que se hace al iniciar y al terminar las sesiones los sábados y en campamentos.
- Toren: Estructura de gran altura que se coloca en el lugar designado de campamento (shetaj) generalmente utilizado para colocar la bandera de la tnuá, iluminación e indicación del lugar dónde se ha erguido el campamento.
- Shetaj: Zona de campamento delimitada por la colocación de casas de campaña (oalim).
- Oel(plural: Oalim): Casa de campaña.
- Tafkid (plural: Tafkidim): Tarea que debe realizar un miembro de la tnuá.
- Penhito (plural: Penhitos): Puede referirse a cualquier cosa o persona.